# Rocksteady Studios
A Rocksteady Studios londoni székhelyű videójáték-fejlesztő cég, a Warner Bros. Interactive Entertainment leányvállalata. A stúdió elsősorban a Batman: Arkham videójáték-sorozat révén ismert.

## A cég története
A Rocksteady Studiost 2004. december 13-án alapította Sefton Hill és Jamie Walker. A csapat az azóta már megszűnt Argonaut Games számos munkatársát alkalmazta. A stúdió első játéka Urban Chaos: Riot Response címen jelent meg 2006. június 13-án, PlayStation 2 és Xbox videójáték-konzolokra. A céget a következő játékuk, a 2009. augusztus 25-én megjelent Batman: Arkham Asylum hatalmas sikere révén a Time Warner 2010 februárjában felvásárolta, bár a Square Enix Europe-nak (korábban Eidos Interactive) azóta is 25,1%-os részesedése van.
A Rocksteady Studios azóta a kritikailag elismert Batman: Arkham trilógiájáról – Batman: Arkham Asylum, Batman: Arkham City és Batman: Arkham Knight – ismert. A második és a harmadik játék között elkészült Batman: Arkham Origins előzményjátékot nem a Rocksteady, hanem a WB Games Montréal fejlesztette.

## Videójátékaik
| Cím                        | Motor           | Megjelenés          | Platform                                              | Metacritic-átlag |
| -------------------------- | --------------- | ------------------- | ----------------------------------------------------- | ---------------- |
| Batman: Arkham VR          | Unreal Engine 4 | 2016. október 11.   | PlayStation VR                                        | 75%              |
| Batman: Arkham Knight      | Unreal Engine 3 | 2015. június 23.    | PlayStation 4, Xbox One, Windows*                     | 87%              |
| Batman: Arkham City        | Unreal Engine 3 | 2011. október 18.   | PlayStation 3, Xbox 360, Windows*, Macintosh*, Wii U* | 96%              |
| Batman: Arkham Asylum      | Unreal Engine 3 | 2009. augusztus 25. | PlayStation 3, Xbox 360, Windows*, Macintosh*         | 91%              |
| Urban Chaos: Riot Response | Havok           | 2006. június 13.    | PlayStation 2, Xbox                                   | 73%              |

1. ↑    - A Rocksteady Studios által fejlesztett verziók átlagpontszáma

 * Ezeket a verziókat nem a Rocksteady Studios fejlesztette